# Sulfanilamid-Katastrophe

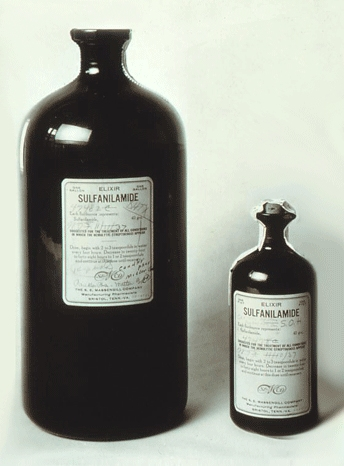
Elixir Sulfanilamide

Die Sulfanilamid-Katastrophe, auch Massengill-Katastrophe genannt, ereignete sich 1937 in den USA, als über 100 Menschen, darunter viele Kinder, nach der Einnahme des im selben Jahr eingeführten „Erkältungssaftes“ Elixir Sulfanilamide (Wirkstoff: das Antibiotikum Sulfanilamid) zu Tode kamen. Die leicht einzunehmende, wohlschmeckende Darreichungsform war besonders für Kinder gedacht. Ursache der Vergiftung war die süßliche, alkoholische Verbindung Diethylenglykol, die als Lösungsmittel in dem zusätzlich mit Himbeergeschmack aromatisierten Antibiotika-Sirup fungierte.
1937 sah die Gesetzgebung in den USA noch keine ausreichende Toxizitätsprüfung vor einer Vermarktung eines Arzneimittels vor. Zuerst fiel dem Arzt James Stevenson (gestorben 1955) der Zusammenhang zwischen Todesfällen bei Kindern an Nierenversagen und der Einnahme des Medikaments auf und er meldete es der American Medical Association, die sofort eine Warnung aussprach. Die weitere Untersuchung geschah bei der zuständigen Behörde, der US-Food and Drug Administration (FDA). So war zunächst unklar, ob der Wirkstoff Sulfanilamid oder Hilfsstoffe für die Vergiftungen verantwortlich waren. Erst die Untersuchungen von Frances Oldham Kelsey (die sich Jahre später in ihrer Funktion als Mitarbeiterin der FDA hartnäckig und erfolgreich dem Zulassungsantrag für ein Thalidomid-haltiges Schlafmittel widersetzte) deckten die starke Giftigkeit des Diethylenglykols auf. Der FDA-Mitarbeiter Walter Campbell (1877–1963) drängte die Pharmafirma darauf zum Rückruf des Medikaments, von dem bis zum Rückruf insgesamt 23 Liter in den USA verkauft worden waren. Wenngleich der Hersteller des Präparates, die kleine Pharmafirma S.E. Massengill Co. in Tennessee, mit einer aus heutiger Sicht geringen Geldstrafe von $ 26.000 davonkam, wurde die Sulfanilamid-Katastrophe – wie in den Jahren 1961 und 1962 der Contergan-Skandal in Deutschland – zu einem Meilenstein in der Geschichte des Verbraucherschutzes: 1938 erließ infolge der tragischen Katastrophe der Kongress den Federal Food, Drug, and Cosmetic Act.
Der Chefchemiker von Massengill, Harold Cole Watkins, wehrte sich anfangs gegen die Vorwürfe und nahm das Medikament selbst vor der Presse ein (obwohl bei Kindern andere Stoffwechselverhältnisse vorliegen). Die Affäre traf ihn so stark, dass er 1939 Suizid beging.

## Weblink
- Taste of Raspberries, Taste of Death - The 1937 Elixir Sulfanilamide Incident. Carol Ballantine, FDA Consumer Magazine, Ausgabe Juni 1981.